# Skopun
Skopun es un pueblo de las Islas Feroe, enclavado en la costa norte de Sandoy. Tiene 469 habitantes en 2011. Es la única localidad del municipio de Skopun, el cual es el municipio de menor extensión de las Feroe.

## Historia
Skopun fue fundada el 1 de abril de 1833, pero el lugar ya había estado poblado en la Edad Media. En sus orígenes, los pobladores de Skopun no tenían tierras, teniendo que subsistir exclusivamente de la pesca. Ello explica el hacinamiento de las casas alrededor del puerto. 
La iglesia de Skopun se erigió en 1873 a partir de la madera de la antigua iglesia de Vestmanna. En 1918 se construyó en Sandoy la primera carretera de las Islas Feroe, que unía a Skopun con Sandur, el principal pueblo de la isla. El puerto de Skopun fue construido en 1926, y posteriormente ha sido ampliado y remodelado debido a las condiciones del entorno natural. En 1982 se construyó una puerta para proteger el muelle del mar abierto.
Además de la pesca, una parte de la población trabaja en una fábrica de filetes de pescado.

## Transporte
Por carretera se llega de Skopun a Sandur, el poblado más próximo, y de ahí a todos los pueblos de Sandoy. Anteriormente, un transbordador comunicaba a Skopun directamente con Tórshavn, pero desde 1997 la ruta se modificó con la construcción del puerto de Gamlarætt, en el suroeste de Streymoy, con lo que se redujo el tiempo de recorrido a la capital. Desde Gamlarætt parten autobuses a Tórshavn.
En 2004 se presentó un estudio de viabilidad para la construcción de un túnel submarino que conectaría Skopun con la isla de Hestur y el puerto de Gamlarætt. El túnel tendría una longitud de 9 km, con lo que sería el más largo del mundo en su género.

## Política
En 1872 se creó el primer municipio para la isla Sandoy, el municipio de la parroquia de Sandur, que incluía Sandoy, Skúvoy y Stóra Dímun. Skopun fue el primer pueblo en separarse para formar su propio municipio en 1910. En 1928 nuevamente se integró al municipio de Sandur, pero 2 años después se volvería a independizar.
El ayuntamiento de Skopun se encuentra integrado por 7 concejales. En 2008 se presentaron a elecciones dos listas independientes. El alcalde en turno es Gerhard Lognberg, afiliado al Partido de la Igualdad.